# بيتشكرافت تي-6 تكسان الثانية
بيتشكرافت T-6 تكسان الثانية (بالإنجليزية: Beechcraft T-6 Texan II)‏ هي طائرة تدريب أنتجت في عام 2000 بالولايات المتحدة. من صناعة هوكر بيتش كرافت. كان أول طيران لها في 2000. دخلت الخدمة في 2001 ، صنع منها 636 طائرة.

## المستخدمون
- القوات الجوية الأمريكية
- بحرية الولايات المتحدة
- سلاح الجو الملكي الكندي
- القوة الجوية العراقية

## مواصفات (T-6A)
البيانات من Global Security, USAF and
USN
الخصائص العامة
- طاقم: واحد
- سعة: راكب واحد
- طول: 33 قدم 4 بوصة (10.16 م)
- باع الجناح: 33 قدم 5 بوصة (10.19 م)
- ارتفاع: 10 قدم 8 بوصة (3.25 م)
- مساحة الجناح: 177.5 قدم2 (16.49 م2)
- Aspect ratio: 6.29:1
- الوزن فارغة: 4,707 رطل (2,135 كـغ)
- الوزن الإجمالي: 6,300 رطل (2,858 كـغ)
- وزن الإقلاع الأقصى: 6,500 رطل (2,948 كـغ)
- سعة الوقود: 149.0 Imp gal  (677.5 liters, 1200lbs)
- محركات: 1 × Pratt & Whitney Canada PT6A-68 محرك مروحة عنفية, 1,100 shp (820 كـو)
- مراوح: 4-ريشة Hartzell Propeller

أداء
- سرعة العبور: 320 ميل/س (278 عقدة؛ 515 كم/س)
- في سبييدس: 364 ميل/س (316 عقدة؛ 586 كم/س)
- مدى: 1,036 ميل؛ 1,667 كـم (900 nmi)
- سقف الخدمة: 31,000 قدم (9,449 م)
- G limits: +7.0g -3.5g